# Dawazisaurus brevis
Il dawazisauro (Dawazisaurus brevis) è un rettile acquatico estinto, appartenente ai saurotterigi. Visse nel Triassico medio (Anisico, circa 245 milioni di anni fa) e i suoi resti fossili sono stati ritrovati in Cina. 

## Descrizione
Questo animale è noto per uno scheletro completo, che ha permesso di ricostruirne completamente l'aspetto. Dawazisaurus doveva essere un rettile acquatico con collo moderatamente allungato, testa relativamente larga e piatta, muso corto, fauci ampie dotate di unghi denti acuminati, un corpo piuttosto compatto e arti brevi e adattati a muoversi nell'acqua. Dawazisaurus si distingueva da altri animali simili a causa di una combinazione unica di caratteristiche, tra cui grandi ossa nasali che si univano a formare un setto internariale, un tronco corto con sole 16 vertebre (queste ultime dotate di zigapofisi molto piccole), margine posteriore del cranio a forma di V profondamente incavata, quinto carpale distale ossificato. 

## Classificazione
Dawazisaurus brevis è noto per uno scheletro completo ritrovato nella formazione Guanling, nella provincia di Yunnan (Cina). Analisi filogenetiche hanno indicato che Dawazisaurus era un membro degli eosaurotterigi, e che era più strettamente imparentato con i notosauri che con i pistosauroidi (comprendenti anche i ben noti plesiosauri). Studi successivi indicano possibili parentele con i pachipleurosauri.